# Фазани
Фазани или праве коке (лат. Phasianidae) су породица птица из реда кока (лат. Galliformes), које већи део живота проводе на тлу.

## Опис
Врсте из ове породице су прилагођене животу на тлу. Теже од 43 грама (кинеска препелица) до 6,5 килограма (индијски паун) и 17 килограма (дивља ћурка). Дужина се креће од 12,5 центиметара (кинеска препелица) до 300 центиметара, рачунајући и реп (зелени паун). Присутан је полни диморфизам, мужјаци су обично већи од женки. Имају широка, кратка крила и снажне ноге. Кљун је кратак и снажан, нарочито код врста које копају земљу у потрази за храном. Мужјаци крупнијих врста обично имају кресте и шарено перје живих боја.

## Исхрана
Неке врсте су претежно биљоједи (хране се претежно семењем, лишћем и воћем), док су друге претежно месоједи (хране се претежно инсектима). Птићи већине врста се хране инсектима.

## Размножавање
Многе врсте из породице фазана нису моногамне, што их разликује од већине осталих птица. Већина врста се гнезди на тлу, мањи број врста се гнезди на дрвећу и у грмљу. Гнезда могу бити направљена од биљног материјала или могу бити плитка удубљења у тлу. Обично снесу 7 до 12 јаја, али може их бити и до 18. Тропске врсте имају мањи број јаја. На јајима скоро увек лежи женка, а инкубација траје од 14 до 30 дана зависно од врсте.

## Распрострањеност
Највећи број врста из породице фазана насељава Стари свет. Распрострањене су у већем делу Европе и Азије (осим крајњег севера), у целој Африци (осим у најсушнијим пустињама), у већем делу источне Аустралије, а у прошлости су насељавале и Нови Зеланд. Ћурке и неколико врста тетреба насељава Северну Америку. Највећи диверзитет је присутан у Југоисточној Азији и Африци. Конгоански паун насељава афрички Конго.
У главном су птице станарице, али има и миграторних врста. Неколико врста је пренето на друге континенте. Фазани су пре свега због лова насељени у Европу, Аустралију и Северну и Јужну Америку, док су паунови у неким крајевима побегли из заточеништва и одомаћили се.

## Систематика и еволуција
Породица фазана је највећа породица у оквиру реда кока и обухвата више од 150 врста. У породицу фазана спадају различите врсте фазана, јаребица, тетреба и паунова.
До 1990-их ова породица је дељена на две потпородице фазани (Phasianinae) и јаребице (Perdicinae). Анализе ДНК су показале да ове две потпородице нису монофилетске.
Најстарији фосилни остаци птица из породице фазана потичу из касног олигоцена (пре око 30 милиона година).

### Потпородице и родови
Породица фазана (Phasianidae) се састоји из следећих потпородица и родова:
- Потпородица фазани (Phasianinae)
  - Род Ithaginis
  - Род Tragopan
  - Род Pucrasia
  - Род Gallus
  - Род Lophura
  - Род Crossoptilon
  - Род Catreus
  - Род Syrmaticus
  - Род Phasianus
  - Род Chrysolophus
  - Род Polyplectron
  - Род Lophophorus
  - Род Rheinartia
  - Род Argusianus
  - Род Pavo
  - Род Afropavo
- Потпородица тетреби (Tetraoninae)
  - Род Falcipennis
  - Род Dendragapus
  - Род Lagopus
  - Род Tetrao
  - Род Tetrastes
  - Род Bonasa
  - Род Centrocercus
  - Род Tympanuchus
- Потпородица јаребице (Perdicinae)
  - Род Coturnix
  - Род Anurophasis
  - Род Perdicula
  - Род Ophrysia
  - Род Francolinus
  - Род Peliperdix
  - Род Dendroperdix
  - Род Scleroptila
  - Род Pternistis
  - Род Lerwa
  - Род Tetraophasis
  - Род Alectoris
  - Род Ammoperdix
  - Род Perdix
  - Род Rhizothera
  - Род Margaroperdix
  - Род Melanoperdix
  - Род Xenoperdix
  - Род Arborophila
  - Род Caloperdix
  - Род Haematortyx
  - Род Rollulus
  - Род Bambusicola
  - Род Tetraogallus
  - Род Galloperdix
- Потпородица ћурке (Meleagridinae)
  - Род Meleagris
  - Род Rhegminornis